# Multitech MPF-I/88
Multitech MPF-I/88 (MPF-I/88) је професионални рачунар, производ фирме Multitech који је почео да се израђује у Тајвану током 1985. године.
Користио је Intel 8088 као централни микропроцесор а RAM меморија рачунара MPF-I/88 је имала капацитет од 8 KB (до 24 KB). 

## Детаљни подаци
Детаљнији подаци о рачунару MPF-I/88 су дати у табели испод.
|                       | |
| [ 1 ]                 | |
| Произвођач            | |
| Тип                   | професионални рачунар                                                                              |
| Меморија              | 8 (до 24 KB)                                                                                       |
| Поријекло             | Тајван                                                                                             |
| Година                | 1985                                                                                               |
| Тастатура             | QWERTY пуни помак тастера, мембранска' тастатура, 59 тастера, звучни сигнал при активирању тастера |
| Процесор              | |
| Фреквенција процесора | 4,77                                                                                               |
| RAM                   | 8 (до 24 KB)                                                                                       |
| ROM                   | 16 (све до 48 KB)                                                                                  |
| Текст                 | 20 знакова x 2 линија (виртуелна страница са 24 линије)                                            |
| Графика               | нема                                                                                               |
| Боја                  | нема (црно и бијело, показивач са текућим кристалом)                                               |
| Звук                  | уграђени мали звучник. Тонови су произвођени преко софтверског интерапта (INT 18),                 |
| Димензије             | 30 x 30 x 6 / 1,5                                                                                  |
| Портови               | |
| Оперативни систем     | |